# Morpho fagardi
Morpho fagardi är en fjärilsart som beskrevs av Weber 1963. Morpho fagardi ingår i släktet Morpho och familjen praktfjärilar. Inga underarter finns listade i Catalogue of Life.